# Vasílis Soúlis
Vasílis Soúlis (en grec : Βασίλης Σούλης), né le 24 septembre 1976, à Athènes, en Grèce, est un ancien joueur grec de basket-ball. Il évolue durant sa carrière au poste d'ailier fort. 